# Pizarrón blanco

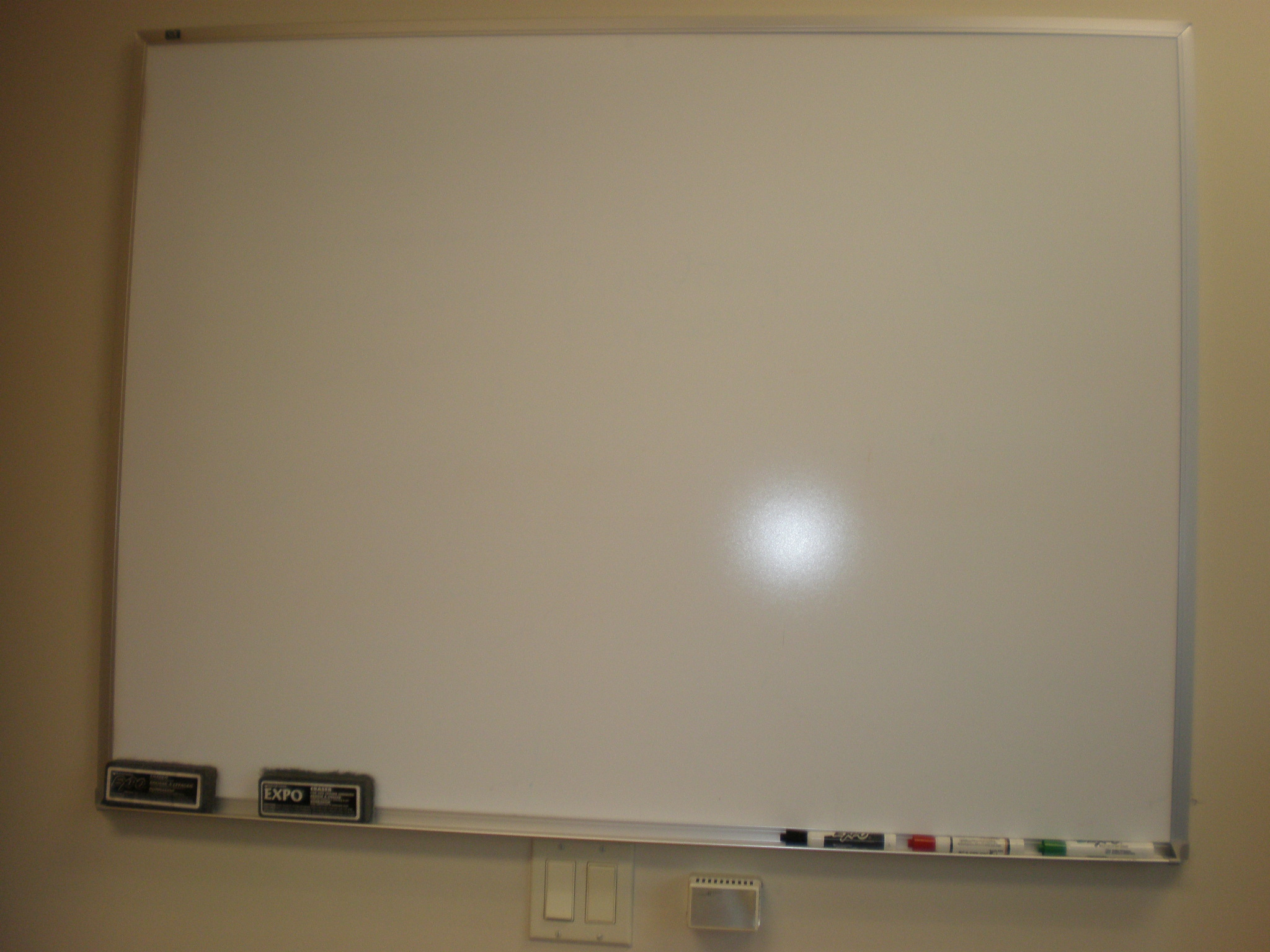
Pizarrón blanco montado a la pared

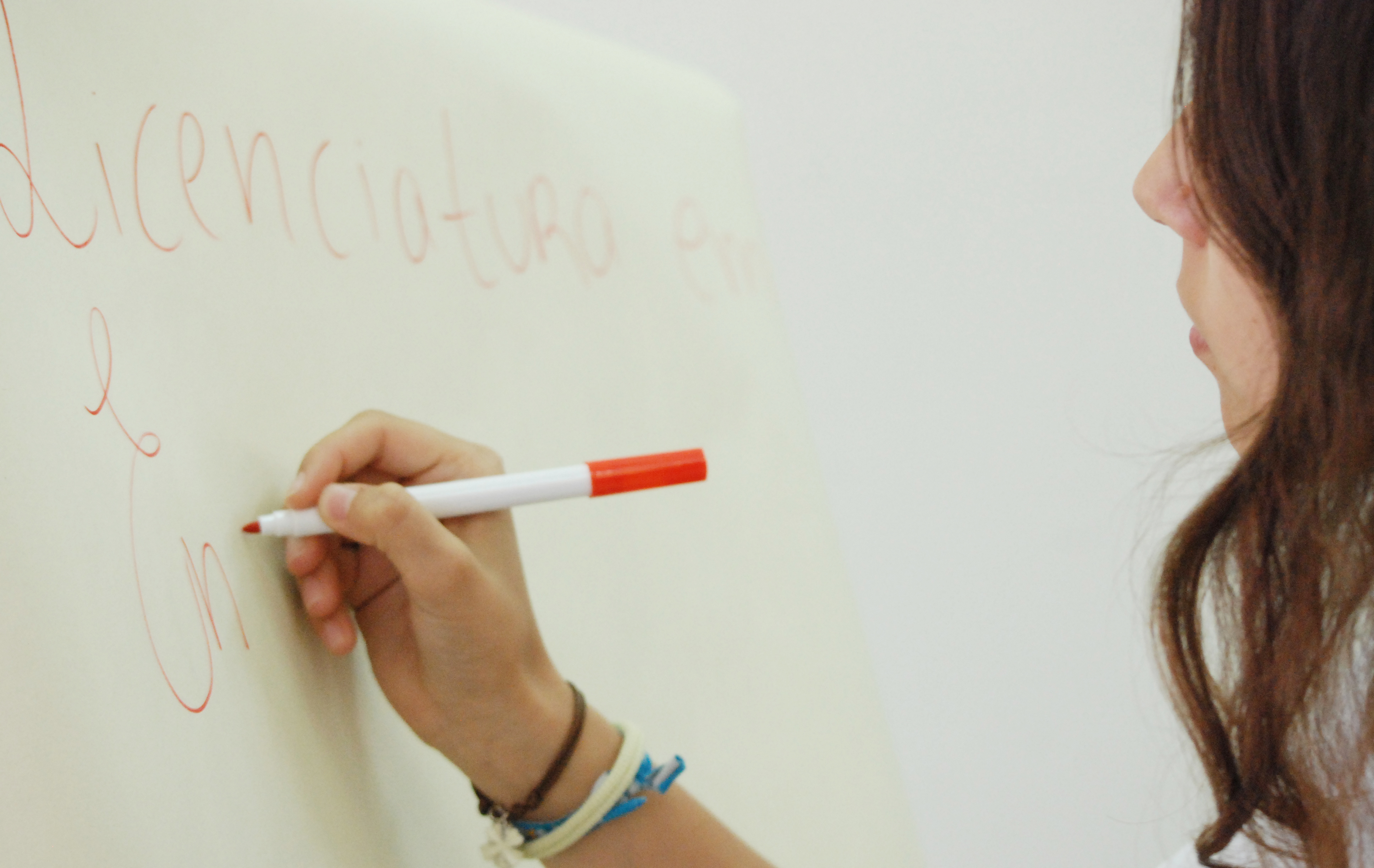
Mujer escribiendo en pizarrón blanco

Un pizarrón blanco o pizarra blanca es un tablero rectangular de color blanco usado para escribir o dibujar en él con un marcador o rotulador cuya tinta se borra fácilmente. Es un instrumento común dentro de un aula de clase, cumpliendo una función similar a la del pizarrón de tiza o pizarra. En México se lo conoce también con el término pintarrón, que es además una marca registrada por una compañía con sede en Guadalajara Jalisco.
Se diferencia del pizarrón de tiza por el hecho de que este último tiene un color verde oscuro o negro y se usa con tiza en lugar de rotulador para pizarrones.
Aun cuando existen otros medios audiovisuales, el pizarrón y el pizarrón blanco constituyen el medio de trabajo por excelencia en las escuelas.
Los tableros de comunicación han evolucionado en las últimas décadas. Partiendo de sus orígenes cuando se utilizaba la tiza, pasando por los pizarrones blancos y llegando a los pizarrones interactivos, que son los más recientes.
En 2008, aparecieron más opciones; por ejemplo, la pintura de pizarrón blanco, con la que se puede pintar muros completos para poder escribir sobre ellos con cualquier plumón de pizarrón blanco y borrar fácilmente.
El pizarrón blanco permite utilizar marcadores con colores vivos, fluorescentes y aditamentos magnéticos en el caso de los metálicos, como imanes, reglas y borradores con magneto.
Muchos de los pizarrones blancos tienen una base de madera o materiales orgánicos. Otros tienen una base metálica y son cubiertos con esmalte o porcelana, según la durabilidad y uso que se requiera.
Algunos pizarrones blancos cuentan con la función de interactuar con una computadora personal, un proyector de video, una conexión a Internet y un software. De modo tal que una clase, reunión o exposición puede ser vista y participar en ella desde distintos puntos del mundo.